# Pestřice (Horní Planá)
Pestřice, do roku 1949 Stögenwald, jsou zaniklá vesnice a obec u Horní Plané v okrese Český Krumlov. Stávala na úbočí Pestřického vrchu v místech na západním břehu vodní nádrže Lipno. Je zde přeshraniční propojení, které má název Pestřice / Sonnenwald. Pestřice je též název katastrálního území, na němž leží i část vesnice Bližší Lhota, která je součástí Horní Plané.

## Název

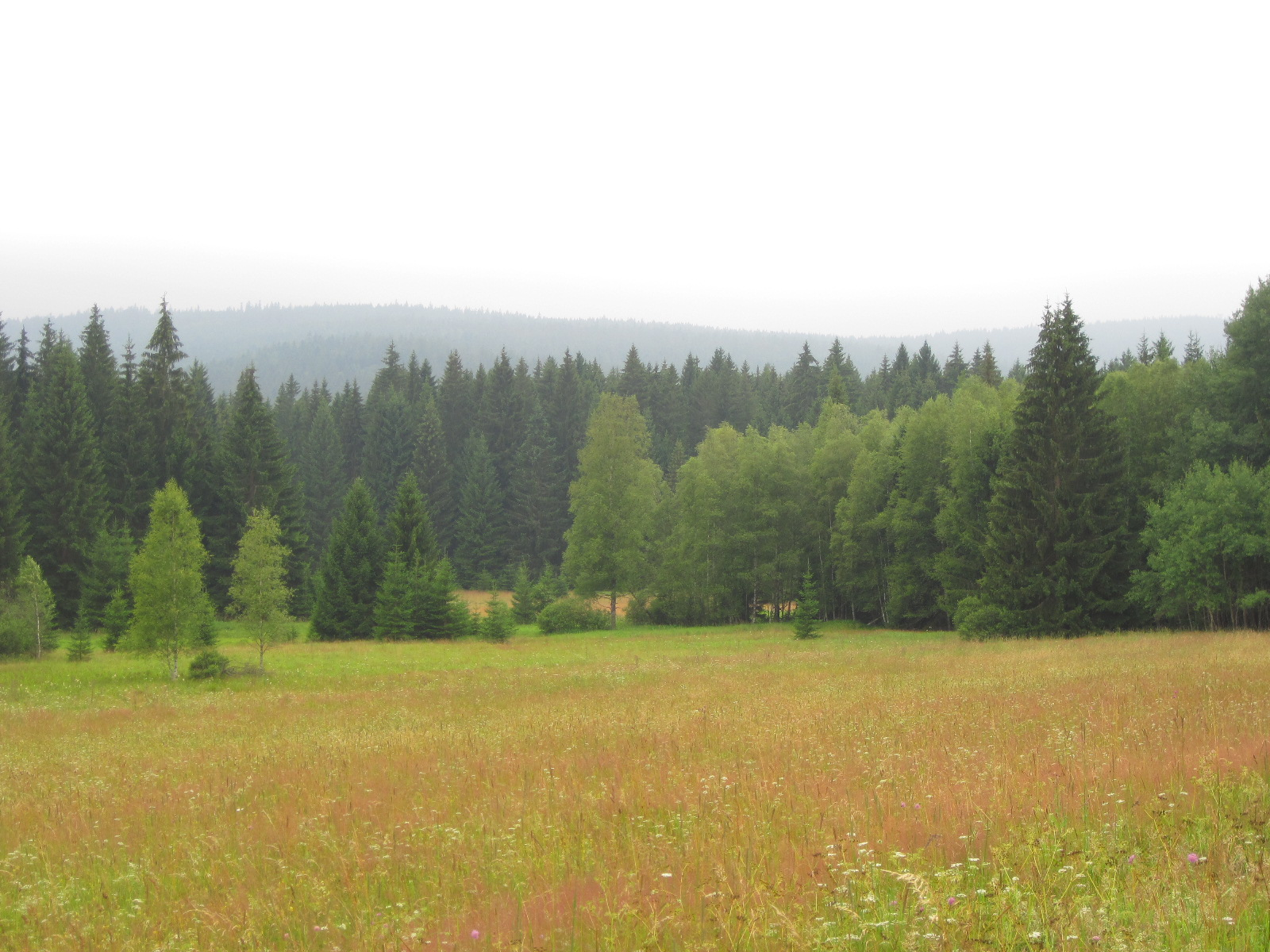
Cháněné území přírodní památky Pestřice poblíž míst, kde stávala stejnojmenná obec

Název vesnice je odvozen ze středněhornoněmeckého slova stege (schody) ve významu schodový les. V historických pramenech se objevuje ve tvarech: Stegenwald (1677), Stögnwalt (1700), Stegenwald (1720), Alt Stegenwald a Neu Stegenwald (1789), Stögenwald (1841, 1854) a Stögenwald Horní a Stögenwald Dolní. Jiné zdroje uvádějí, že německý název obce vznikl podle jména majitele zdejší sklárny. Název Nový Stögenwald nebo Neu Stögenwald se používal pro ves Račín, která byla součástí obce.

## Historie
První písemná zmínka o vesnici pochází z roku 1677. V letech 1938 až 1945 byla obec v důsledku uzavření Mnichovské dohody přičleněna k Německé říši. V letech 1892–1958 byla ve Stögenwaldu/Pestřici železniční zastávka na trati České Budějovice – Černý Kříž.

## Přírodní poměry
Vesnice stávala v katastrálním území Pestřice o rozloze 11,55 km². Do území zasahují přírodní památky Házlův kříž, Pestřice a Račínská prameniště.

## Obyvatelstvo
|           | 1869 | 1880 | 1890 | 1900 | 1910 | 1921 | 1930 | 1950 | 1961 | 1970 | 1980 | 1991 | 2001 | 2011 |
| --------- | ---- | ---- | ---- | ---- | ---- | ---- | ---- | ---- | ---- | ---- | ---- | ---- | ---- | ---- |
| Obyvatelé | 316  | 373  | 403  | 472  | 437  | 406  | 412  | 7    | .    | .    | .    | .    | 4    | 4    |
| Domy      | 45   | 47   | 51   | 52   | 56   | 57   | 59   | 12   | .    | .    | .    | .    | 5    | 5    |

## Obecní správa
Pestřice bývaly v letech 1869–1910 pod německým názvem Stögenwald obcí v okrese Český Krumlov. Při sčítání lidu v letech 1921 a 1930 byla vesnice Dolní Stögenwald osadou obce Stögenwald. Při dalších sčítáních ve dvacátém století už obec ani vesnice neexistovaly a její správní území se stalo součástí Horní Plané. Mezi lety 1869 a 1930 k Pestřicím patřily osady Dolní Borková a Horní Borková.